# Рубченков, Владимир Трофимович
Владимир Трофимович Рубченков (1922—1977) — старший лейтенант Советской Армии, участник Великой Отечественной войны, Герой Советского Союза (1945).

## Биография
Владимир Рубченков родился 31 октября 1922 года в деревне Жданово (ныне — Касимовский район Рязанской области). После окончания фельдшерско-акушерской школе в Касимове работал по специальности. В 1940 году Рубченков был призван на службу в Рабоче-крестьянскую Красную Армию. С ноября 1942 года — на фронтах Великой Отечественной войны. В 1944 году он окончил курсы младших лейтенантов. В боях пять раз был ранен.
К июню 1944 года младший лейтенант Владимир Рубченков был комсоргом батальона 1263-го стрелкового полка 381-й стрелковой дивизии 23-й армии Ленинградского фронта. Отличился во время освобождения Ленинградской области. 11 июня 1944 года в критический момент боя Рубченков заменил выбывшего из строя командира роты. Под его руководством рота успешно переправилась через Сестру и способствовала успеху наступления всего батальона. 12 июня 1944 года Рубченков во главе штурмовой группы пробрался в расположение вражеских войск и захватил их позиции, после чего отразил большое количество контратак противника. В тех боях Рубченков уничтожил дзот.
В наградном листе Рубченкова на представление к Званию Героя Советского Союза от 3.7.44 г. написано:

За личные подвиги и умелые действия по руководству подразделениями в бою награжден значком «Отличный разведчик», орденом Красная Звезда, орденом Славы 3 степени.
В ... боях на Карельском перешейке выбыл из строя командир роты,  роту повел роту в атаку Рубченков, с этой ротой прошел вглубь вражеской территории на 8 км,  под его руководством рота первая в батальоне форсировала реку Сестра,  со своей ротой овладел  деревней  Торни, где закрепился до подхода батальона... 12.6.44 г. проник к  ДЗОТу,  бросил три  ручные гранаты, заставив замолчать пулемет. 13-го июня с/г. во время атаки обнаружил железобетонный  ДОТ И здесь он действует со свойственной  ему смелостью… в открытую дверь ДОТа бросил несколько гранат и лично ворвался в ДОТ, уничтожил из автомата оцепеневших финских солдат. Благодаря этому подвигу 3-му батальону удалось без потерь  занять вторую линию траншей и позиции выгодной для дальнейшего наступления.

Указом Президиума Верховного Совета СССР от 24 марта 1945 года   за «образцовое выполнение боевых заданий командования на фронте борьбы с немецкими захватчиками и проявленные при этом отвагу и геройство» младший лейтенант Владимир Рубченков был удостоен высокого звания Героя Советского Союза с вручением ордена Ленина и медали «Золотая Звезда» за номером 7670.
В 1946 году в звании старшего лейтенанта Рубченков был уволен в запас. Проживал и работал в селе Борисково Рязанского района Рязанской области. Скончался 20 октября 1977 года.
Был также награждён орденами Красного Знамени, Красной Звезды и Славы 3-й степени, рядом медалей.